# Фёдоров, Николай Васильевич (фотограф)
Николай Васильевич Фёдоров (1878, Минусинск, Россия — ноябрь 1918, под станицей Каратузской Минусинского уезда) — российский фотограф, издатель, автор большого количества снимков на тему археологии, этнографии и антропологии Южной Сибири. Фотограф антропологического отдела Национального музея естественной истории в Вашингтоне.

## Биография
Сын Фёдорова Василия Васильевича, владельца типографии и кинотеатра «Метеор», издателя видовых открыток в Минусинске.
Член совета Минусинского фотографического общества, избран 24 февраля 1906 г.
21 января 1907 г. избран товарищем председателя Минусинского фотографического общества.

## Экспедиции
В 1906 г. в мае-июне совместно с Р. Ю. Вонаго совершил поездку (125 вёрст по Енисею выше Минусинска) и по течению реки Абакан; единолично в июле — в Усинский край и Урянхайскую землю (северо -западная Монголия); в августе — по течению Енисея от Минусинска до Красноярска. Во время этих поездок было снято до 400 видов.
В качестве фотографа антропологического отдела Национального музея естественной истории в Вашингтоне в 1912 г. командирован в Минусинский уезд для производства снимков по улусам инородцев и представления 300 негативов по антропологии.

## Наследие
Отснятые в 1906 году материалы использованы для издания нескольких серий видовых почтовых карточек с текстом: «Издание Н. В. Фёдорова. Минусинск». Часть негативов была отснята стереофотоаппаратом.
В 1916 г. издал серию из 12 открыток, посвящённых Минусинску. Более 2000 негативов сохранились в фондах Минусинского краеведческого музея им. Н. М. Мартьянова.
В 2004 г. Минусинский краеведческий музей подготовил и издал альбом «Иллюстрированная этнография Хакасии», в который включены более 100 снимков Федорова.

## Награды
- Большая бронзовая медаль на Саратовской фотовыставке 1908 г.[6]
- Диплом 3-й степени (на бронзовую медаль) на 2 -й фотовыставке в Казани в июне 1909 г. за этнографические снимки[7].
- Похвальный отзыв на 4-й фотовыставке Тамбовского фотографического общества в апреле 1914 г.[8].